# Karandasj

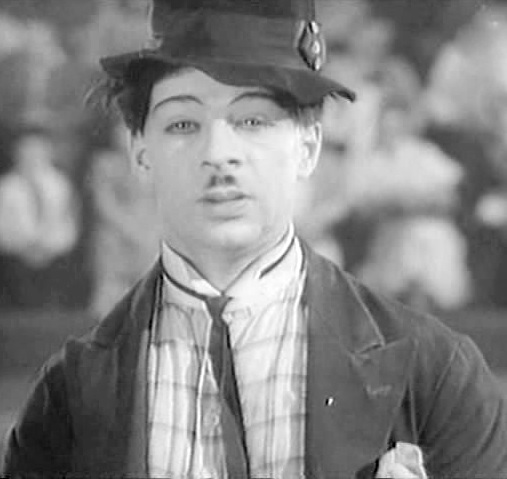
Karandasj in 1939

Michail Nikolajevitsj Roemjantsev (Russisch: Михаил Николаевич Румянцев) (Sint-Petersburg, 10 december 1901 – Moskou, 31 maart 1983), beter bekend onder zijn artiestennaam Karandasj (Russisch: Карандаш; "potlood"), was een bekende clown in de Sovjet-Unie. Hij was een Artiest van het volk van de USSR, en de leermeester van de Russische clown Oleg Popov.
Roemjantsev werd geboren in Sint-Petersburg, en had een jongere broer en zus genaamd Kostja en Lena. Zijn moeder overleed toen hij zes jaar oud was. Roemjantsev had ten minste twee dochters.

## Loopbaan als clown
Roemjantsev was de leermeester van zowel Oleg Popov als Joeri Nikoelin.
Tijdens de Tweede Wereldoorlog imiteerde Roemjantsev Duitse soldaten.
In 1960 was hij op tournee in Zuid-Amerika met het Circus van Moskou op Tsvetnoj Boulevard.
De Circusschool in Moskou is naar hem vernoemd.